# María de Lourdes López Camacho
María de Lourdes López Camacho es una arqueóloga y científica mexicana.

## Trayectoria académica
María de Lourdes López Camacho es arqueóloga por la Escuela Nacional de Antropología e Historia y maestra en antropología por la Universidad Nacional Autónoma de México. Es investigadora en el Museo Nacional de Historia de México, donde dirige el "Proyecto Arqueológico “Bosque, cerro y castillo de Chapultepec” dedicado al estudio y análisis de los restos y zonas arqueológicas de Chapultepec a lo largo de su historia. Entre ellos los vestigios de la etapa mesoamericana -entierros, restos humanos, figuras religiosas y utensilios que suman aproximadamente 4 mil piezas- como los siglos subsecuentes.

## Obra
- Un acercamiento a las placas conmemorativas y a los escudos de los siglos XVI a XIX en la Ciudad de México (INAH, 2019)

### Coordinación
- Desenterrando fragmentos de historia. Siglos XVI al XIX (INAH, 2009)
- Las contribuciones arqueológicas en la formación de la historia colonial (INAH, 2014)

Artículos y ensayos
- "El pueblo de San Miguel Chapultepec, un pueblo olvidado", en Revista de la Coordinación Nacional de Arqueología, 58, 2019.
- "Proyecto de salvamento arqueológico parque Winston Churchill"